# Nirut Surasiang
 (octobre 2024).
Nirut Surasiang (นิรุจน์ สุระเสียง en thaï), né le 20 février 1979 à Ratchaburi, est un footballeur international thaïlandais naturalisé vietnamien, le 17 janvier 2009. Au Viêt Nam, il se nomme Đoàn Văn Nirut.

## Biographie

### Club
2009 - 2010 : FC Bry

2010 - 2015 : Sporting Club de Villiers sur Marne

## Palmarès

### En club
- BEC Tero Sasana :
  - Champion de Thaïlande en 2000 et 2002.
  - Vainqueur de la Coupe de Thaïlande en 2000.
  - Vainqueur de la Kor Royal Cup en 2001.

- Bình Định :
  - Vainqueur de la Coupe du Viêt Nam en 2004.

- Navibank Sài Gòn :
  - Vainqueur de la Coupe du Viêt Nam en 2011.

## Statistiques

### Buts en sélection
Le tableau suivant liste les résultats de tous les buts inscrits par Nirut Surasiang avec l'équipe de Thaïlande.